# Glottiphyllum peersii
Glottiphyllum peersii és una espècie rara de planta suculenta, de la família de les aïzoàcies (Aizoaceae).

## Descripció
Glottiphyllum peersii es pot distingir pels seus marges blancs i brillants a les seves fulles esveltes i corbes cap amunt. Les fulles creixen en parelles, que apareixen cadascuna en una disposició decussada (cada parell de fulles en angle recte amb l'anterior, en lloc de totes en les mateixes dues fileres dístiques). Cada parell de fulles també és fortament anisòfila (una fulla és molt més gran que l'altra). La fulla més gran de cada parell té una osca a la seva base, i l'altra és molt més petita. Pot formar mates i les seves flors són de color groc brillant.
S'assembla més al seu parent proper, Glottiphyllum difforme, que creix a l'est. Tanmateix G. diffforme té fulles amb dents grans i amples.

## Distribució i hàbitat
Glottiphyllum peersii creix entre les províncies sud-africanes del Cap Oriental i Occidental, entre els 730 fins als 950 m d'alçada.
En el seu hàbitat, creix entre còdols de quars.

## Taxonomia
Glottiphyllum peersii va ser descrita per L. Bolus i publicat a Mem. Bot. Surv. South Africa 2(1–2): 1–152(pt. 1), 1–270(pt. 2), a l'any 1987.
Etimologia
Glottiphyllum: nom genèric que prové del grec "γλωττίς" (glotis = llengua) i "φύλλον" (phyllos =fulla).
peersii: epítet en honor de Victor Stanley Peers (1874-1940), botànic i arqueòleg aficionat nascut a Austràlia que va arribar a Sud-àfrica durant la Guerra Anglo-Boer el 1899, va tornar a Austràlia i després va emigrar el 1902.